# Bob Sassone
Bob Sassone (Gloucester, Massachusetts, 9 de Junho de 1965) é um escritor americano. Ele nasceu em Gloucester, Massachusetts, proveniente de pais italianos e portugueses. Ele é o caçula de sete filhos.
Sassone começou sua carreira na década de 1980, onde escrevia uma coluna semanal de música para a North Shore Magazine, uma revista semanal inserida em vários jornais em Massachusetts. Ao mesmo tempo ele era um representante de vendas e promotor para as revistas Musician e Billboard.
Em 1990, Sassone começou a sua revista de música própria, a RPM, que ele publicou fora de seu apartamento com a ajuda de amigos. A revista chamou a atenção em todo o país, e incluiu entrevistas com pessoas como Frank Zappa, Andy Summers, Robyn Hitchcock e Marshall Crenshaw.

## Livros
- Sassone, Bob (2003).  Bob Sassone, ed. Book, With Words and Pages (em inglês). Gloucester, Massachusetts, Estados Unidos: [s.n.]